# رونسيفيرت
رونسيفيرت (فيرجينيا الغربية) (بالإنجليزية: Ronceverte, West Virginia) هي مدينة تقع في الولايات المتحدة في مقاطعة غرينبريه. يقدر عدد سكانها بـ 1,765 نسمة ومساحتها 4.48 كم2 وترتفع عن سطح البحر 511 متر.

## التركيبة السكانية
قام مكتب تعداد الولايات المتحدة بتحديد بيانات التركيبة السكانية لرونسيفيرتفي تعداد الولايات المتحدة. في ما يلي، التركيبة السكانية حسب تعدادي 2000 و2010.

### تعداد عام 2000
بلغ عدد سكان رونسيفيرت 1,557 نسمة بحسب تعداد عام 2000، وبلغ عدد الأسر 686 أسرة وعدد العائلات 447 عائلة مقيمة في المدينة. في حين سجلت الكثافة السكانية 1,093.7 نسمة لكل ميل مربع (422.3/كم2). وبلغ عدد الوحدات السكنية 780 وحدة بمتوسط كثافة قدره 547.9 نسمة لكل ميل مربع (211.5/كم2).
وتوزع التركيب العرقي للمدينة بنسبة 91.33% من البيض و 0.51% من الأمريكيين الأصليين و 0.13% من الأمريكيين ذوي الأصول الآسيوية و 7.13% من الأمريكيين الأفارقة و 0.71% من عرقين مختلطين أو أكثر.
بلغ عدد الأسر 686 أسرة كانت نسبة 28.0% منها لديها أطفال تحت سن الثامنة عشر تعيش معهم، وبلغت نسبة الأزواج القاطنين مع بعضهم البعض 47.4% من أصل المجموع الكلي للأسر، ونسبة 14.9% من الأسر كان لديها معيلات من الإناث دون وجود شريك، وكانت نسبة 34.8% من غير العائلات. تألفت نسبة 31.5% من أصل جميع الأسر من أفراد ونسبة 13.1% كانوا يعيش معهم شخص وحيد يبلغ من العمر 65 عاماً فما فوق. وبلغ متوسط حجم الأسرة المعيشية 2.77، أما متوسط حجم العائلات فبلغ 2.23.
بلغ العمر الوسطي للسكان 40 عاماً. وكانت نسبة 23.8% من القاطنين تحت سن الثامنة عشر، وكانت نسبة 7.5% بين الثامنة عشر والأربعة وعشرون عاماً، ونسبة 26.5% كانت واقعةً في الفئة العمرية ما بين الخامسة والعشرون حتى والأربعة وأربعون عاماً، ونسبة 25.4% كانت ما بين الخامسة والأربعون حتى الرابعة والستون، ونسبة 16.8% كانت ضمن فئة الخامسة والستون عاماً فما فوق. يوجد لكل 100 أنثى 90.8 ذكر، ويوجد لكل 100 أنثى في الثامنة عشر من عمرها فما فوق 82.6 ذكر.
بلغ متوسط دخل الأسرة في المدينة 24,400 دولار، أما متوسط دخل العائلة فبلغ 27,500 دولار. وكان متوسط دخل الذكور 31,307 دولار مقابل 20,313 دولار للإناث. وسجل دخل الفرد الخاص بالمدينة 14,731 دولار. وكانت نسبة 15.7% من العائلات ونسبة 20.9% من السكان تحت خط الفقر،

### تعداد عام 2010
بلغ عدد سكان رونسيفيرت 1,765 نسمة بحسب تعداد عام 2010، وبلغ عدد الأسر 753 أسرة وعدد العائلات 446 عائلة مقيمة في المدينة. في حين سجلت الكثافة السكانية 1,038.2 نسمة لكل ميل مربع (400.9/كم2). وبلغ عدد الوحدات السكنية 866 وحدة بمتوسط كثافة قدره 509.4 لكل ميل مربع (196.7/كم2).
وتوزع التركيب العرقي للمدينة بنسبة 92.7% من البيض و 0.1% من الأمريكيين الأصليين و 0.2% من الأمريكيين ذوي الأصول الآسيوية و 5.6% من الأمريكيين الأفارقة و 1.3% من عرقين مختلطين أو أكثر.
بلغ عدد الأسر 753 أسرة كانت نسبة 29.1% منها لديها أطفال تحت سن الثامنة عشر تعيش معهم، وبلغت نسبة الأزواج القاطنين مع بعضهم البعض 41.6% من أصل المجموع الكلي للأسر، ونسبة 13.0% من الأسر كان لديها معيلات من الإناث دون وجود شريك، بينما كانت نسبة 4.6% من الأسر لديها معيلون من الذكور دون وجود شريكة وكانت نسبة 40.8% من غير العائلات. تألفت نسبة 34.4% من أصل جميع الأسر من أفراد ونسبة 15.5% كانوا يعيش معهم شخص وحيد يبلغ من العمر 65 عاماً فما فوق. وبلغ متوسط حجم الأسرة المعيشية 2.87، أما متوسط حجم العائلات فبلغ 2.23.
بلغ العمر الوسطي للسكان 43.6 عاماً. وكانت نسبة 21.4% من القاطنين تحت سن الثامنة عشر، وكانت نسبة 6.1% بين الثامنة عشر والأربعة وعشرون عاماً، ونسبة 24.4% كانت واقعةً في الفئة العمرية ما بين الخامسة والعشرون حتى والأربعة وأربعون عاماً، ونسبة 27.6% كانت ما بين الخامسة والأربعون حتى الرابعة والستون، ونسبة 20.5% كانت ضمن فئة الخامسة والستون عاماً فما فوق. وتوزع التركيب الجنسي للسكان بنسبة 46.3% ذكور و53.7% إناث.